# رمون روسل
رمون روسل (به فرانسوی: Raymond Roussel) شاعر، نویسنده و نمایش‌نامه نویس قرن نوزدهم میلادی اهل فرانسه است.